# ماتئو لوسنتی
ماتئو لوسنتی (انگلیسی: Matteo Lucenti؛ زادهٔ ۴ اوت ۱۹۹۲) بازیکن فوتبال اهل ایتالیا است.